# Sonntagberg
Sonntagberg – gmina targowa w Austrii, w kraju związkowym Dolna Austria, w powiecie Amstetten. Liczy 3,8 tys. mieszkańców (1 stycznia 2014).